# New Temptations
New Temptations è il settimo album registrato in studio da Stephen Schlaks.
Orchestra diretta e arrangiamenti realizzati da Vince Tempera.

## Tracce
1. Gorgeous You're Right -
2. Mother - 4:28
3. Bolero In Four-Four - 2:58
4. Arabesque w/ Shoes -
5. New Temptations - 4:02
6. Tommy 'round The Corner -
7. Latin Rhythms -
8. Goodbye song -